# Jenna Elfman
Jenna Elfman (Los Angeles, 30. rujna 1971.) je američka glumica hrvatskoga podrijetla.

## Životopis
Jenna Elfman, rođena kao Jennifer Mary Butala u Los Angelesu u Kaliforniji, kći je Sue Grace, domaćice, i Richarda Wayne Butala, koji je podrijetlom Hrvat. Jenna Elfman u Los Angelesu završila je   visoku školu za plesnu umjetnost, gdje je i diplomirala 1989. godine.  Njen stric je Tony Butala, pjevač pop grupe The Lettermen. Studirala je glumu na Beverly Hillsu, a njezini učitelji bili su Milton Katselas i Richard Lawson.

## Karijera
Jenna Elfman karijeru je počela kao profesionalna plesačica. U Velikoj Britaniji nastupa s elektronskom grupom Depeche Mode, u promotivnom videu za pjesmu "Halo", godine 1990. Također nastupa kao plesačica s grupom ZZ Top. 

### Televizija
Jenna Elfman svoju prvu ulogu ostvaruje kao gost u seriji Roseanne, u sezoni 1995. – 1996. glumi i u serijama Newyorški plavci, The Monroes, Ubojstvo Jedan te CBS-ovom sitcomu Gotovo savršeno.
Veliku popularnost postigla je u seriji Dharma & Greg, koja se snimala na ABC-u od 1997. do 2002. Ulogom u toj seriji osvojila je Zlatni globus, te je dva puta nominirana za nagradu Emmy. Godine 1999. bila je voditeljica nagrade Emmy, zajedno s Davidom Hydeom Pierceom.
Jenna Elfman u ostalim televizijskim serijama nastupa isključivo kao gost. Glumila je u dvije epizode serije Dva i pol muškarca 2004. godine te jednoj epizodi serije Braća i sestre 2007. godine. Gostovala je i u seriji Zovem se Earl.

### Film
Jenna je 1999. godine glumila zajedno s Matthewom McConaugheyjem i Woodyjem Harrelsonom. Ulogu Anne Riley utjelovila je 2000. u komediji Vjeruj u ljubav, zajedno s Edwardom Nortonom.
Glumi i u kratkim filmovima Krippendorf's Tribe, Looney Tunes: Back in Action i Town & Country.
Nakon dvogodišnje pauze od snimanja filmova, 2011. snima romantičnu komediju Prijatelji s povlasticama.

## Filmografija
| Godina | Film                          | Uloga                  | Bilješke       |
| ------ | ----------------------------- | ---------------------- | -------------- |
| 1997.  | Grosse Pointe Blank           | Tanya                  |                |
| 1998.  | Dr. Dolittle                  | Owl                    | glas           |
| 1998.  | Can't Hardly Wait             | The Angel              |                |
| 1998.  | Krippendorf's Tribe           | Prof. Veronica Micelli |                |
| 1999.  | EDtv                          | Shari                  |                |
| 1999.  | Venus                         | Venus                  |                |
| 2000.  | The Tangerine Bear            | Lorelei                | glas           |
| 2000.  | Cyberworld                    | Phig                   | glas           |
| 2000.  | Vjeruj u ljubav               | Anna Riley             |                |
| 2001.  | Town & Country                | Auburn                 |                |
| 2002.  | Opsjednuta                    | Ellena Roberts         | TV film        |
| 2003.  | Looney Tunes: Back in Action  | Kate                   |                |
| 2004.  | Cliffordov zbilja veliki film | Dorothy                | glas           |
| 2005.  | Touched                       | Angela Martin          | i producent    |
| 2005.  | What's Hip, Doc?              | Supermodel             | glas           |
| 2008.  | Struck                        | pregnant date          | kratki film    |
| 2009.  | Šest žena Henryja Lefaya      | Ophelia                |                |
| 2009.  | Ljubav boli                   | Darlene                |                |
| 2011.  | Prijatelji s povlasticama)    |                        | postprodukcija |

## Vanjske poveznice
- Jenna Elfman službena stranica